# Groupie 89 Turbo 6
Pistes de De l'amour, de l'art ou du cochon
Psychanalyse du singe L'Amour mou
Groupie 89 Turbo 6 est une chanson d'Hubert-Félix Thiéfaine qui aborde les pratiques BDSM sous un angle humoristique. Elle fait partie de l'album De l'amour, de l'art ou du cochon sorti en 1980.